# Crataegus erythrocarpa
Crataegus erythrocarpa är en rosväxtart som beskrevs av William Willard Ashe. Crataegus erythrocarpa ingår i Hagtornssläktet som ingår i familjen rosväxter. Inga underarter finns listade i Catalogue of Life.